# Bohinjska Bistrica
Bohinjska Bistrica, Beszterce vagy Bohinjbeszterce (németül: Wochein Feistritz) település Szlovéniában, Bohinjban. Bohinj község központi települése.

## Földrajz
A településen átfolyik a Sava Bohinjka folyó, melybe itt torkollik bele a Bistrica patak.

## Közlekedés
A települést érinti a Bohinji vasútvonal.